# 那谷屋正義
那谷屋 正義（なたにや まさよし、1957年8月3日 - ）は、日本の政治家。立憲民主党所属の元参議院議員（3期）。日本教職員組合の組織内議員。
文部科学大臣政務官（野田第3次改造内閣）、民進党参議院国会対策委員長、立憲民主党参議院国会対策委員長、参議院総務委員長・東日本大震災復興特別委員長等を務めた。

## 来歴
神奈川県横浜市生まれ。横浜市立青木小学校、横浜市立栗田谷中学校、神奈川県立横浜翠嵐高等学校、横浜国立大学教育学部卒業。大学卒業後、1982年から1994年まで、横浜市の市立小学校で教員を務めた。1994年から組合活動に従事し、横浜市教職員組合給対部長。その後、神奈川県教職員組合書記次長、同書記長代理、同書記長を経て、2003年8月より日本教職員組合教育政策委員長を務めた。
2004年、第20回参議院議員通常選挙に民主党公認で比例区から出馬し、初当選した。2010年、第22回参議院議員通常選挙で再選。同年9月の民主党代表選挙では小沢一郎の推薦人に名を連ねたが、小沢は菅直人首相に敗れた。同年10月、参議院総務委員長に就任したが、2011年5月9日に辞表を提出した。
2012年9月の民主党代表選挙では赤松広隆の推薦人に名を連ねたが、赤松は現職の野田佳彦首相に敗れた。代表選後に発足した第3次野田改造内閣で文部科学大臣政務官に任命された。
2014年12月14日の第47回衆議院議員総選挙で民主党代表の海江田万里が落選。海江田の辞任に伴い2015年1月18日に行われた代表選挙では、長妻昭の推薦人に名を連ねた。
2016年、第24回参議院議員通常選挙で3選。同年9月15日の民進党代表選挙では蓮舫の推薦人に名を連ね、蓮舫は前原誠司、玉木雄一郎を破り代表に選出された。
2017年7月27日、民進党代表の蓮舫が、同月の東京都議会議員選挙の結果を受けて辞任を表明。蓮舫の辞任に伴う代表選挙（9月1日実施）では枝野幸男の推薦人に名を連ねた。枝野は前原誠司に敗れたが、前原執行部で那谷屋は参議院国会対策委員長に起用された。同年11月、参議院東日本大震災復興特別委員長に就任した。
2018年5月、民進党・旧希望の党の合流による新党には参加せず、5月7日に民進党を離党し、立憲民主党に入党を申請した。翌5月8日、那谷屋ら11人の議員の立憲民主党への入党が承認された。5月11日の党両院議員総会で、蓮舫参院国対委員長の副代表兼参議院幹事長就任に伴い、後任の参院国対委員長に起用された。
2021年10月31日の第49回衆議院議員総選挙で立憲民主党は議席を「109」から「96」に減らし、11月2日、枝野幸男代表は引責辞任を表明。枝野の辞任に伴う代表選挙（11月30日実施）では逢坂誠二の推薦人に名を連ねた。
2022年7月の第26回参議院議員通常選挙には出馬せず、任期満了をもって引退。

## 政策・主張
- 2009年5月6日、民主党所属の議員24名で中華人民共和国を訪問した際、平頂山事件について日本政府に対し公式な謝罪を求めた。
- 第9条を含む日本国憲法の改正に反対[20]。
- 憲法への緊急事態条項の創設に反対[20]。
- 日本の環太平洋戦略的経済連携協定（TPP）参加に反対[20]。
- 原子力発電は日本に「必要ない」としている[20]。
- 安全保障関連法は「廃止すべきだ」としている[20]。
- 日本の核武装について「将来にわたって検討すべきでない」としている[20]。
- 2015年11月、従軍慰安婦問題を最終的に解決することで合意した日韓合意を「評価しない」としている[20]。

## 人物
- 2004年11月30日、神奈川県教職員組合の元委員長が、那谷屋への票の取りまとめの報酬として金銭を渡した罪（公職選挙法違反（買収））で、横浜地方裁判所川崎支部において懲役1年6月・執行猶予5年の有罪判決を受けている。また、同年12月7日、川崎市交通局職員労働組合の元委員長が、この票の取りまとめの報酬として金銭を受け取った罪（公職選挙法違反（被買収））、および那谷屋正義議員と民主党の千葉景子議員への票のとりまとめを川崎市交通局職員労働組合の組合員・幹部に金銭を渡して依頼した罪（同（買収））により、横浜地方裁判所川崎支部において懲役1年6月・執行猶予5年の有罪判決を受けている。
- 2011年5月3日から5月7日まで、日比友好議員連盟の活動でフィリピンを訪問した際、東日本大震災の直後でありながら石井一、生方幸夫、那谷屋の3人がゴルフに興じていた[4]。野党から批判を受け、石井は民主党東日本大震災対策本部副本部長を、生方は衆議院消費者問題に関する特別委員長を、那谷屋は参院総務委員長をそれぞれ辞任した[4]。
- 2022年2月17日、新型コロナウイルス陽性が判明。翌18日、参議院は那谷屋が感染したと発表した[21]。

## 所属団体・議員連盟
- たばこ産業政策議員連盟[22]
- 日本民主教育政治連盟（日政連）
- 在日韓国人をはじめとする永住外国人住民の法的地位向上を推進する議員連盟
- 駐留軍労働政策議員連盟
- 戦後強制抑留者問題解決促進議員連盟
- インクルーシブ教育を推進する議員連盟（事務局長代理）
- 立憲フォーラム（呼びかけ人）